# Camila Alves

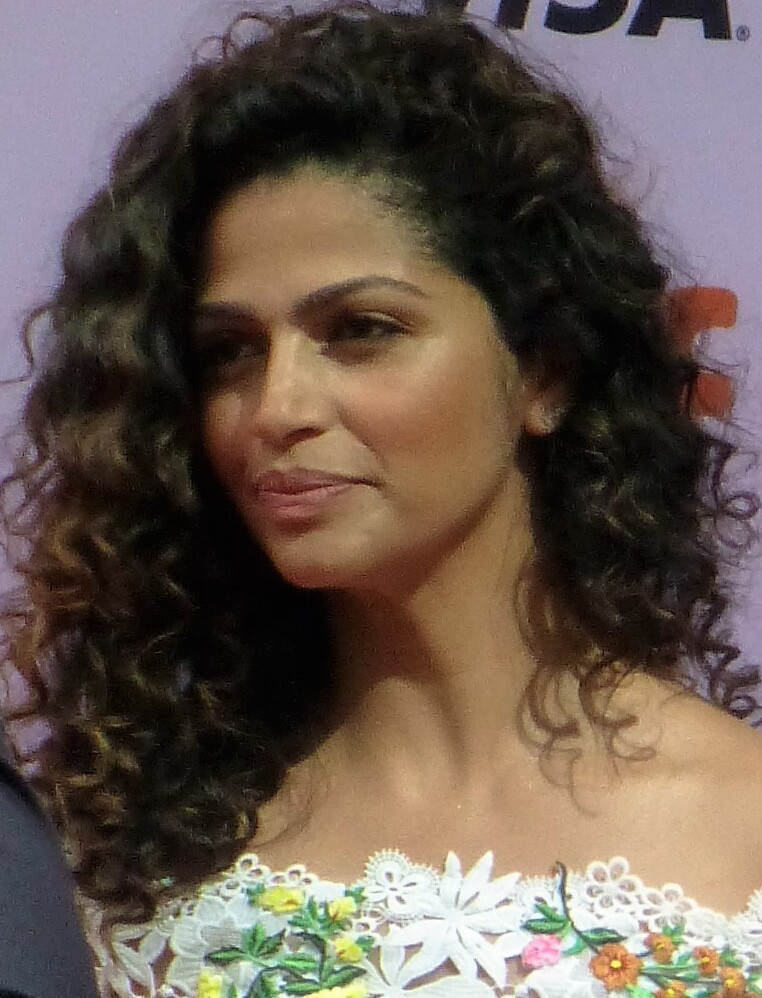
Camila Alves

Camila Roberta Alves McConaughey (* 28. Januar 1982 in Itambacuri, Minas Gerais) ist ein brasilianisches Model und Fernsehmoderatorin.

## Leben
Alves wuchs in Belo Horizonte, Brasilien auf und zog im Alter von 15 Jahren nach Kalifornien. Mit 19 Jahren zog Alves nach New York City und begann dort als Model zu arbeiten. Neben der Präsentation von Mode auf dem Laufsteg arbeitete Alves auch für Werbekampagnen der Firmen Dior, Chopard, Harley-Davidson, Levi’s und Mango. 2010 übernahm Alves die Moderation der US-amerikanischen Reality-Show Shear Genius.
Alves ist seit 2007 mit dem Schauspieler Matthew McConaughey zusammen, seit Juni 2012 sind Alves und McConaughey verheiratet. Das Paar hat drei Kinder (* 2008, * 2010 und * 2012).